# Craig Fairbaugh
Craig Fairbaugh (né le 11 mars 1978) est le guitariste et choriste et chanteur du groupe +44 (prononcé "plus forty-four"). Le groupe a été formé par Mark Hoppus et Travis Barker originaire du célèbre groupe de punk rock Blink-182, et Shane Gallagher de The Nervous Return. Craig a rejoint Juliette and the Licks en tant que guitariste et choriste. Craig est aussi le guitariste et choriste du groupe goth rock/punk Mercy Killers. Il est aussi guitariste rythmique lors des concerts donnés par The Transplants où il joue entre autres avec Travis Barker.

## Enfance
Fairbaugh a grandi dans la région de la baie de San Francisco et commença la guitare à 15 ans. Plus tard, il forma son groupe Vintage 46, bien que le groupe n'ait pas joué autre chose que des petits concerts locaux. Fairbaugh a remis un CD de démo à Tim Armstrong du groupe Rancid qui jura de sortir un de leurs albums sur un nouveau label qu'il commençait. Malheureusement, le projet ne vit jamais le jour. Il déménagea ensuite à Los Angeles pour poursuivre sa carrière musicale.

## Carrière musicale
Fairbaugh chante et joue de la guitare pour le groupe de punk rock Mercy Killers. Il devint membre officiel du groupe +44 après que leur ancienne guitariste Carol Heller a quitté le groupe pendant qu'ils enregistraient leur premier album, When Your Heart Stops Beating, sorti le 14 novembre 2006. Fairbaugh a aussi joué pour Lars Frederiksen and the Bastards, Transplants et The Forgotten, et a contribué à l'introduction parlée de Warbrain d'Alkaline Trio, présente sur l'album Rock Against Bush, Vol. 1. Fairbaugh fit la tournée Vans Warped Tour avec the Transplants, et joua au Jimmy Kimmel Show. Fin 2006 et début 2007, il partit en tournée avec +44 à travers les États-Unis, puis à travers l'Europe. Le groupe fit ensuite une pause avant les tournées australienne et japonaise. Après le Japon, le groupe annonça qu'ils annulaient leur deuxième tournée européenne pour commencer leur deuxième album.
En 2009, à cause de la réunion de Blink-182, +44 commença un hiatus à durée indéterminée. En 2010, le futur de +44 était supposé être inexistant jusqu'à ce que le bassiste et chanteur Mark Hoppus annonce qu'après l'album de Blink-182, +44 sortira son album.

## Matériel
Fairbaugh joue avec des guitares Gibson Les Paul, et utilise un ampli Fender Twin avec une pédale de distorsion Fulltone avec +44. Quand il joue avec Mercy Killers, il utilise des amplis Marshall.

## Influences
Les influences de Fairbaugh incluent Johnny Cash et Joe Strummer de The Clash.